# کرم‌انگل‌شناسی

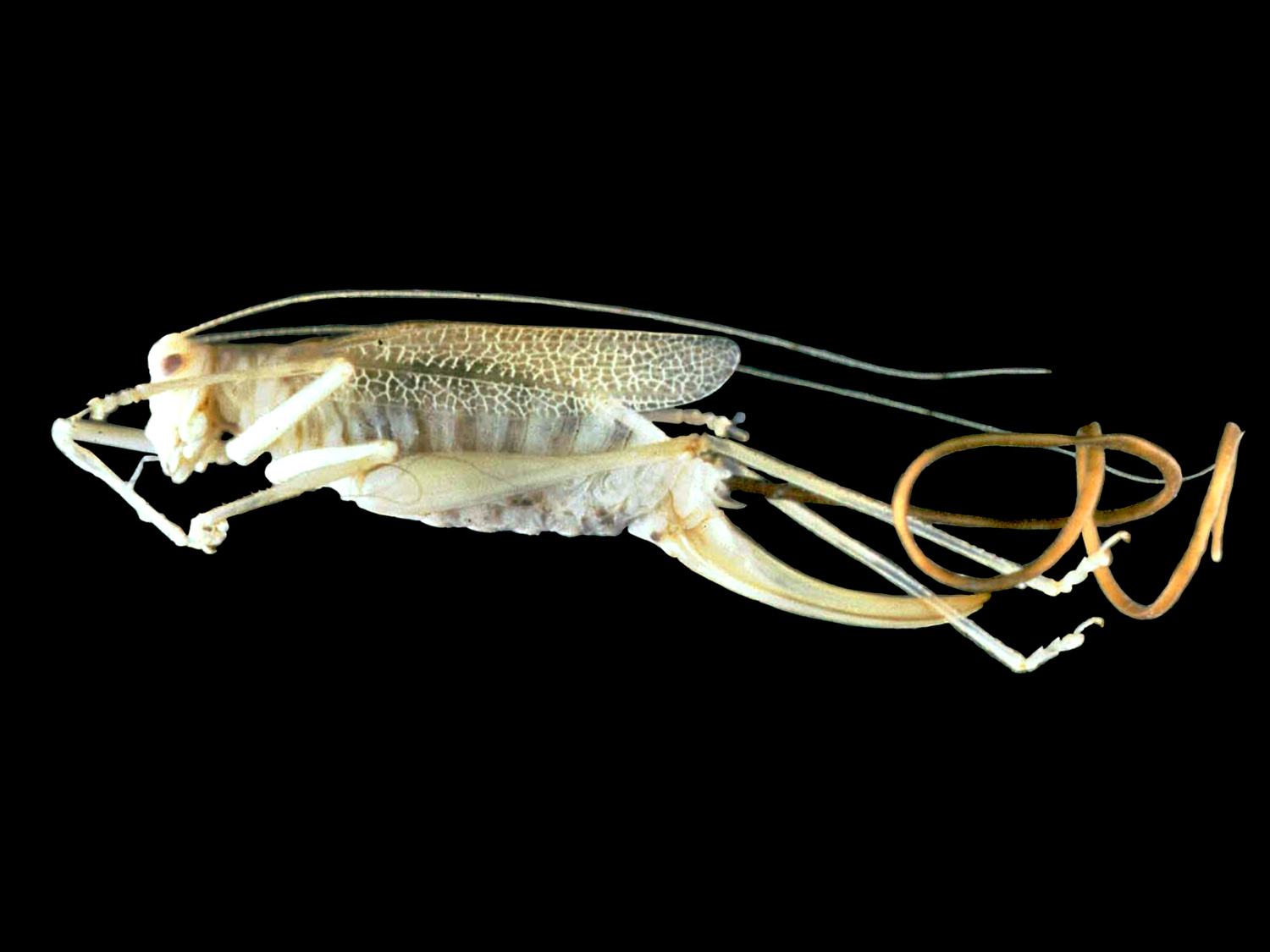
کرم Spinochordodes در حال انگلی در جیرجیرک بوته (Meconema sp.)

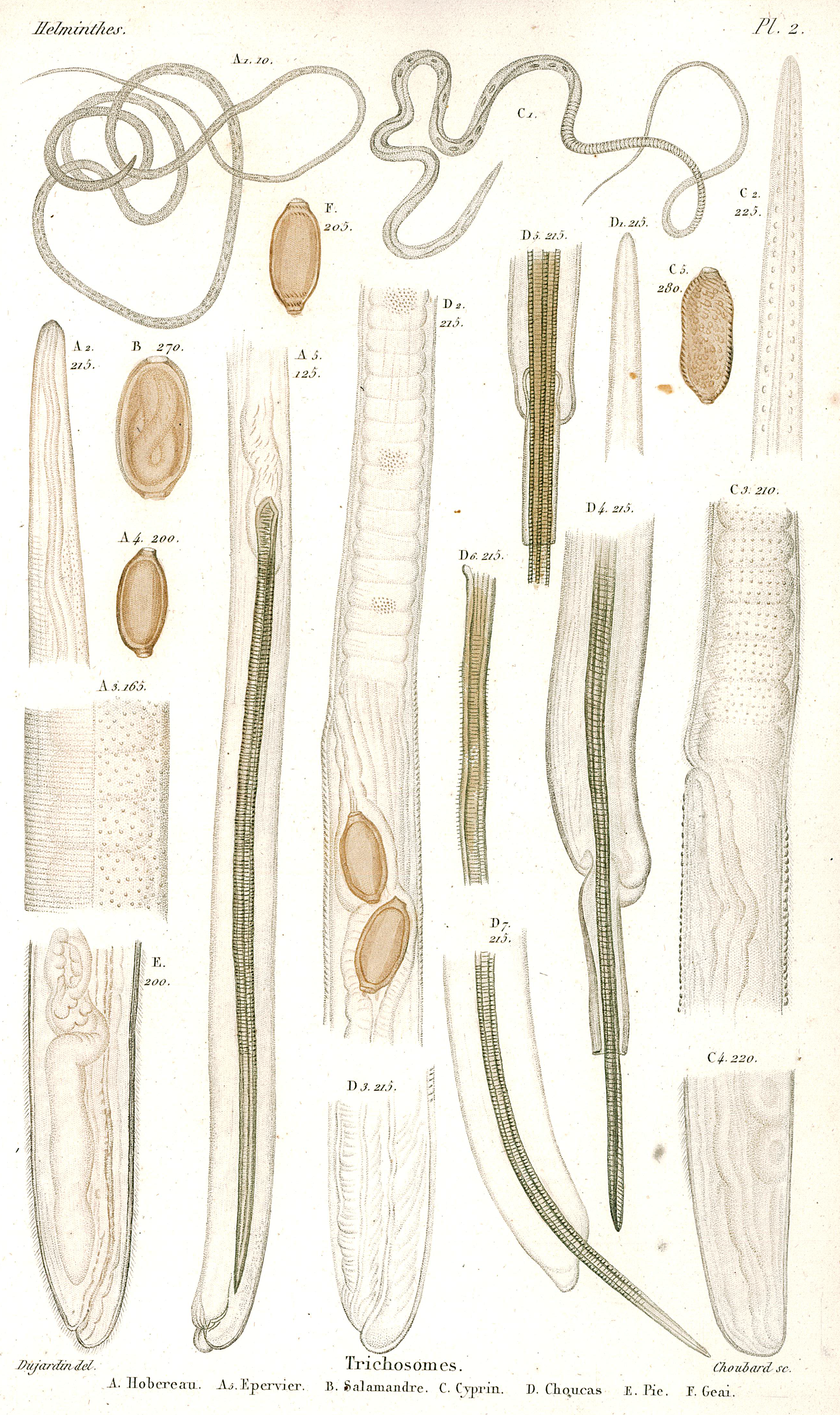
نگاره‌ای از کتاب فلیکس دوژاردن در سال ۱۸۴۵ تاریخچه طبیعت کرم‌های روده

کرم‌انگل‌شناسی (به انگلیسی: Helminthology) مطالعه کرم‌های انگلی (helminths) است. این میدان به بررسی طبقه‌بندی کرم‌ها و اثر آن‌ها بر میزبان آن‌ها می‌پردازد.
خاستگاه اولیه ترکیب کلمه یونانی ἕλμινς - helmins به معنای «کرم» است.
انگل‌شناس ژاپنی ساتیو یاماگوتی یکی از فعال‌ترین کرم‌انگل‌شناسان قرن بیستم بود. او کتاب شش جلدی Systema Helminthum را نوشت.